# Adriana Maldonado López
Adriana Maldonado López (Pamplona, 9 de enero de 1990) es una política española que fue elegida como miembro del Parlamento Europeo en las elecciones europeas en 2019. Ha servido desde entonces en la Comisión para el Mercado Interior y Protección al Consumidor y también en la Comisión de Industria, Investigación y Energía.

## Biografía
Nacida en 1990, en Pamplona. Es licenciada en Administración y Dirección de Empresas por la Universidad Pública de Navarra, dos másters, uno en Economía Internacional y otro en la Unión Europea y está especializada en consultoría fiscal. Es miembro de la ejecutiva del Partido Socialista de Navarra, siendo la Secretaria de Política Europea e Internacional.
En 2019 entra en el Parlamento Europeo como eurodiputada. Entre su actividad parlamentaria destaca la proposición para un marco global para el juego online.

### Cargos en el Parlamento Europeo
- Comisión de Mercado Interior y Protección del Consumidor[5] (miembro)
- Comisión de Industria (suplente)
- Comisión Especial sobre la Pandemia de COVID-19: Enseñanzas Extraídas y Recomendaciones para el Futuro (miembro)
- Comisión Especial sobre Inteligencia Artificial en la Era Digital (suplente)

- Delegación para las Relaciones con los Países del Magreb y la Unión del Magreb Árabe, incluidas la Comisión Parlamentaria Mixta UE-Marruecos, la Comisión Parlamentaria Mixta UE-Túnez y la Comisión Parlamentaria Mixta UE-Argelia (miembro)
- Delegación en la Asamblea Parlamentaria de la Unión para el Mediterráneo (miembro)
- La delegación para las relaciones con los Estados Unidos (suplente)